# NordLynx
O NordLynx é um protocolo de tunelamento criado pela empresa NordVPN com base no protocolo WireGuard. Ele foi primeiramente lançado em 2019 para dispositivos Linux e, em meados de 2020, começou a ser implementado também para os demais sistemas operacionais, como Windows, Android, iOS e macOS.
À semelhança de seu protocolo originário, o NordLynx apresenta como características marcantes sua simplicidade no código-fonte e sua capacidade de desempenhar velocidades notáveis de acesso. Segundo a NordVPN, em mais de 250 mil testes de velocidade realizados com o protocolo, ele teve sucesso em superar todos os concorrentes analisados. 
O grande diferencial do NordLynx frente ao WireGuard, segundo a companhia, é relativo à questão da segurança. A NordVPN criou um sistema de segurança próprio para o protocolo, o chamado Network Address Translation duplo (NAT duplo), o qual promete adicionar uma camada extra de proteção aos métodos empregados pelo WireGuard. 